# China Mobile
China Mobile este cel mai mare operator de telefonie mobilă din lume, cu 370 milioane clienți acoperind două treimi din piața din China.